# NK Graničar Laze
NK Graničar je nogometni klub iz Laza mjesta od 350 stanovnika kod Nove Gradiške. 
U regionalnoj se ligi uspješno natjecao 1960-ih i početkom 70-ih, s momčadima iz Novske, Požege i današnje Brodsko-posavske županije. U novijoj povijesti prvenstvo 2. ŽNL Zapad uvjerljivo osvaja 2004. godine te ulazi u 1. ŽNL-BPZ gdje se natječe do 2013. od kada nastupa u 2. ŽNL.
Najveći je uspjeh klub ostvario 2011. kada je postao pobjednik kupa NS Nova Gradiška, pobjednik kupa Županijskog nogometnog saveza Brodsko-posavske županije, te pobjedom protiv NK Strmec u Bedenici (Zagrebačka županija) ušao u šesnaestinu finala nogometnog kupa Hrvatske gdje je u Lazama poražen od renomiranog prvoligaša Slaven Belupa.